# Emil Schreiner

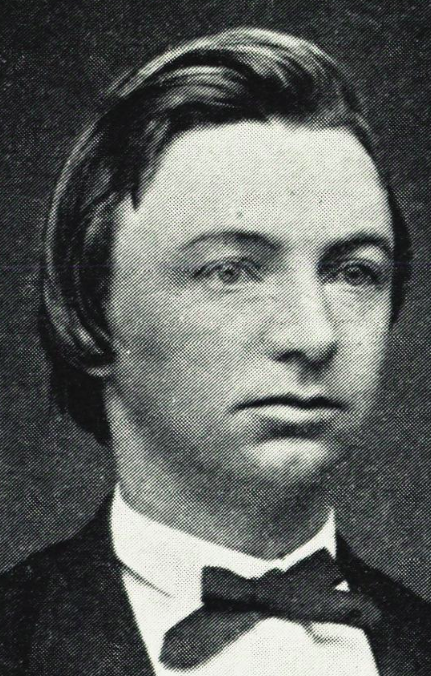
Emil Schreiner (ca. 1942)

Emil Theodor Schreiner (* 26. November 1831 in Christiania; † 15. November 1910 daselbst) war ein norwegischer klassischer Philologe und Lehrer.

## Leben
Seine Eltern waren der Kaufmann Peter Heinrich Schreiner (1794–1880) und dessen Frau Andrea Wiborg (1801–1882). Er heiratete am 26. November 1872 in Brevikmed seine Cousine Gunhild Heiberg Wiborg (26. November 1848–8. Januar 1932), Tochter des Kaufmanns Thomas Johannes Wiborg (1812–1874) und dessen Frau Justine Sabine Damert Wirsching (1821–1854).
Schreiner wuchs in Christiania auf, wo sein Vater, der aus Flensburg kam, einen einträglichen Eisenwarenhandel betrieb. Er ging in die Kathedralschule der Stadt und legte 1849 ein hervorragendes Examen artium ab. 1855 bestand er sein Examen in Philologie. Zu weiteren Studien reiste er nach Berlin und war 1862 bis 1863 eineinhalb Jahre Stipendiat der Universität in den Fächern Latein und Griechisch. Zuvor arbeitete er bereits als Lehrer in Nissens Latein- und Realschule, dann gründete er eine eigene Lateinschule in Christiania. Als er 1862 Stipendiat wurde, verkaufte er die Schule an seinen Studienkameraden Fredrik Gjertsen.
Als Stipendiat widmete er sich dem Zusammenhang zwischen Rhythmus und Metrum im lateinischen und griechischen Versbau. Das Ergebnis war sein einziges wissenschaftliches Werk mit 80 Seiten, das 1866 gedruckt wurde. Der Wert des Werkes liegt in einer umfassenden Materialsammlung. Eine allseits akzeptierte Lösung dieses Problems gelang ihm nicht.
Ab 1863 unterrichtete Schreiner an seiner alten Kathedralschule. 1864 wurde er Oberlehrer. Zu dieser Zeit entstand in Norwegen eine heiße Debatte über die Stellung und Notwendigkeit der klassischen Sprachen in der höheren Schule. Schreiner gehörte zur konservativen Richtung. 1870 bis 1872 nahm er die Funktion eines vorläufigen Rektors für den erkrankten Rektor Ludvig Vibe wahr. Mit 40 Jahren wurde er Rektor der Lateinschule in Skien. Dort blieb er gut vier Jahre. Dann teilte er seine Aufgaben, indem er gleichermaßen Rektor der Lateinschule in Drammen und der Kathedralschule in Christiania wurde. Seine Zeit in Drammen führte zu einer Hebung des Niveaus der Schule. In einer Zeit, in der das Latein zwar eine starke Stellung im Lehrplan hatte, aber gleichwohl dauernden Angriffen aus der Bildungspolitik ausgesetzt war, war seine Pädagogik in Latein dem Fach von großem Nutzen. Seine Lateinische Grammatik verbreitete sich rasch. Seine kurzgefasste Lateinische Grammatik, die in den weiteren Auflagen an die jeweiligen Anforderungen der Zeit angepasst wurde, war fast 100 Jahre im Gebrauch. Zusammen mit Kollegen erarbeitete er auch ein Lateinisches Schulwörterbuch, das in einer erweiterten vierten Auflage noch 1998 erschien.
Sein Unterricht zeichnete sich dadurch aus, dass er mit seinen Schülern die Textanalyse einübte und auch die kulturellen Werte des durchgenommenen Stoffes aufzeigte. Er spielte auch leidlich Cello und war Musikliebhaber.
1890 wurde er Mitglied der Kommission zur Ausarbeitung eines neuen Schulgesetzes. Aber die Mehrzahl seiner Vorschläge wurden vom Storting abgelehnt, und 1896 schaffte das Storting das klassische Gymnasium ab. Schreiner gelang es nicht, das Griechische als Schulfach zu erhalten, doch Latein konnte er durch Einrichtung einer Lateinlinie weiterführen.
Als er 1894 Rektor der Kathedralschule wurde, war sie in einem unzweckmäßigen Gebäude untergebracht. Aber das neue Schulgesetz von 1896 führte zu einem Rückgang der Schülerzahl und zum Fortfall der Mittelstufe und der Vorbereitungsklassen. Hinzu kam eine ökonomische Krise, indem das alte Schulgebäude verkauft wurde und der Bau des neuen Gebäudes teurer wurde als vorgesehen, so dass die reduzierte Schülerzahl bei steigenden Betriebskosten die Existenz der Schule gefährdete. 1904 handelte Schreiner im letzten Augenblick einen Vertrag mit der Kommune aus, der die Weiterführung sicherte. Die Schule besteht noch heute.
Im Sommer 1907 schied Schreiner aus dem Berufsleben aus. Er wurde 1882 Ritter des St.-Olav-Ordens und 1897 dessen Kommandeur 2. Klasse. Er war seit 1887 auch Mitglied der „Videnskabsselskabet“ in Kristiania (heute „Det Norske Videnskaps-Akademi“).